# Molnflygaren
Molnflygaren är ett radhusområde och samfällighet i nordöstra delen av Skarpnäcksstaden i Skarpnäcks gård som består av tomterna Molnskärmen och Molntappen. Området uppfördes som en samfällighetsförening åren 1985–1986 av självbyggare genom Stockholms stads småstugebyrå. 
Området består av låg och tät bebyggelse utan biltrafik nära husen. Den kuperade terrängen fick bli utgångspunkt för områdets gestaltning, där små berghällar och naturliga samlingar av buskar har skapat små rekreationsplatser i området.
De 159 bostäderna är mellan 96 m2 och 112 m2.
Inom nordvästra delen låg före mitten av 1950-talet torpet Kilen som omnämns 1796. I södra delen finns den så kallade Statarlängan tillhörande Skarpnäcks gård, som sedan 1990 är ombyggd till privatbostäder och ingår i föreningen Molnflygaren.